# Beleg van Córdoba (1236)
Het Beleg van Córdoba was onderdeel van de Reconquista en vond plaats in 1236.  Troepen van koning Ferdinand III van Castilië wisten toen de stad Córdoba, zetel van het kalifaat Córdoba, te veroveren. De in 711 begonnen moorse heerschappij over de stad kwam hiermee ten einde.

## Omstandigheden van het beleg
Het beleg en de inname van Córdoba vond plaats nadat in de winter van 1235 - 1236 enkele ridders met steun van Almogàvers op eigen initiatief een toren in een oostelijke buitenwijk van de stad veroverden. Ze verwierven daardoor de controle over dit stadsdeel. De Almogàvers, waarvan er enkele Arabisch spraken, waren ingezet als grenswacht in de streek van Andújar. Vanuit deze regio vielen ze Córdoba aan. Over het succes van het Beleg van Córdoba bestaan meerdere interpretaties. De Primera crónica general de España uit 1906 beschreef de belegering als een heldendaad van de ridders. Later stelde historicus Julio González (1908 - 1991) dat de steun van een deel van de stadsbevolking een cruciale rol had gespeeld bij de verovering van de stad.
Tijdens het beleg wisten de troepen van de koning te profiteren van de rivaliteit tussen Abul-l-Casan en Ibn Hud, de twee belangrijkste plaatselijke taifa-emirs. Ferdinand III had kort voordien nog een wapenstilstand gesloten met emir Ibn Hud. De koning bereikte Córdoba met een kleine strijdmacht op 7 februari 1236. Op 29 juni 1236 kwam het beleg ten einde en overhandigde emir Abul-l-Casan de sleutels van de stad als teken van overgave.